# عرض الحصن (بعدان)

تعديل مصدري - تعديل

عرض الحصن محلة تابعة لقرية العسلة، التابعة لعزلة دلال بمديرية بعدان إحدى مديريات محافظة إب في الجمهورية اليمنية، بلغ تعداد سكانها 40 حسب تعداد اليمن لعام 2004.